# Pavilon V
Pavilon V je výstavní budova z roku 2000, nacházející se v centrální části brněnského výstaviště. Budovu navrhla společnost ArchDesign, která později na brněnském výstavišti navrhovala také pavilon P. Na návrhu pavilonu V se podíleli Zdeněk Müller, Jaromír Stříbrný, Jaroslav Dokoupil a Radoslav Novotný.

## Popis

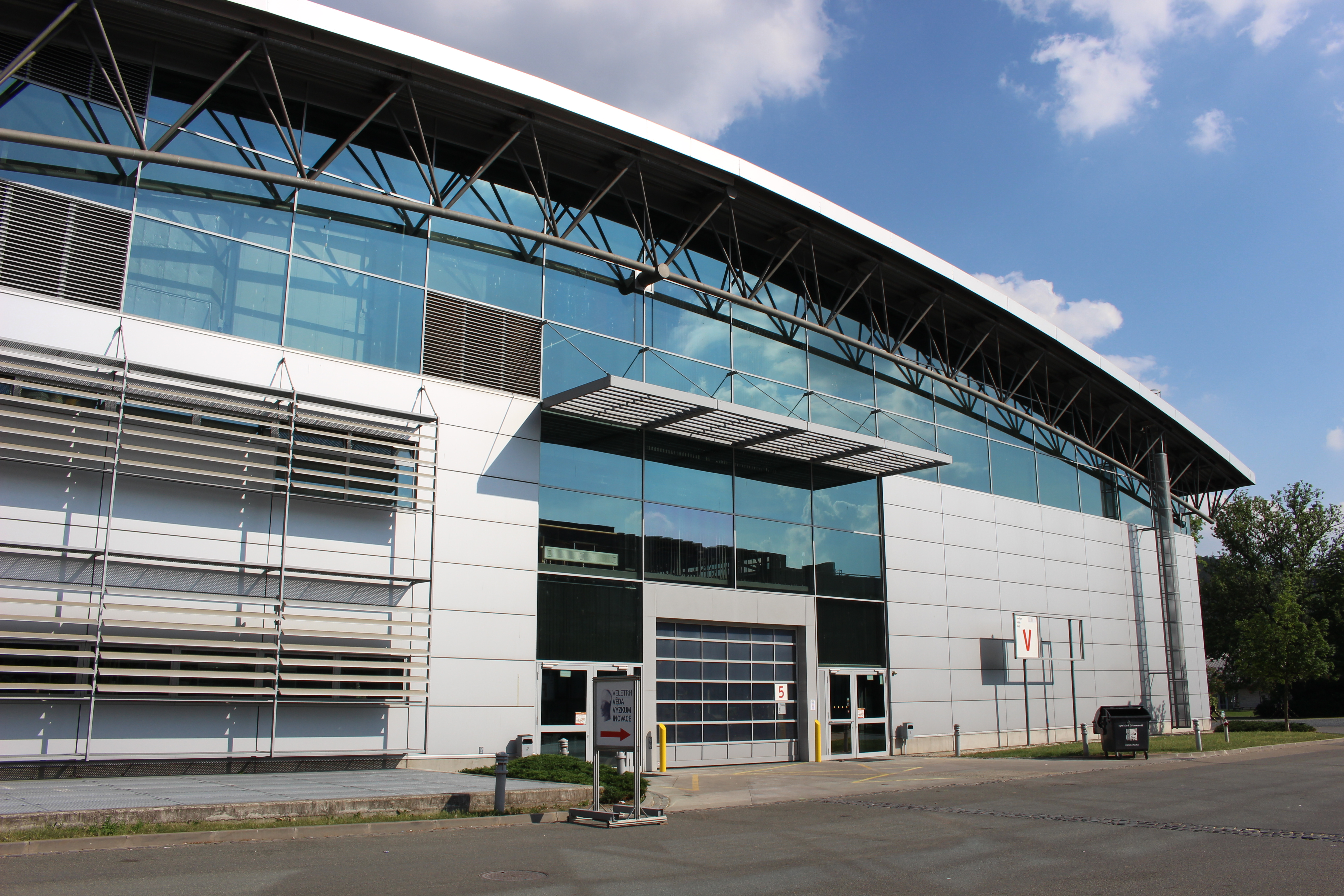
Pohled na jeden z vchodů na západní straně

Částečně prosklená stavba obdélníkového půdorysu nacházející se mezi pavilony A a G je asi 126 metrů dlouhá a 100 metrů široká. Celková plocha zastavěné části je 13 000 m², z toho hrubá plocha v přízemí je 12 020 m². Fasády v ose pavilonů A a Z jsou částečně prosklené, čímž umožňují optické propojení těchto dvou výrazných dominant výstaviště. Prosklený je také pás pod střechou, který se táhne po celém obvodu stavby. Na severní a jižní straně je do fasády vloženo poloreflexní sklo, které záměrně omezuje pohledy zvenčí na zadní strany expozic, ale současně umožňuje kontakt s okolím při pohledu z interiéru. Střecha je elegantně zvlněná a svým tvarem zároveň působí příznivě na pohyb vzduchu při větrání a odvod přebytečného tepla z vnitřku budovy.
Uvnitř pavilonu byly postaveny galerie s eskalátory. Nad a pod galeriemi se nachází technické, skladové a administrativní zázemí budovy a restaurace. Výška vnitřního prostoru haly se pohybuje mezi 9 a 12 metry. Únosnost podlahy je 8000 kg/m² a maximální kapacita budovy je 4592 lidí. Směrem k pavilonu H byl vybudován podchod, který zároveň slouží jako úniková cesta.